# Afrika-Meisterschaften im Straßenradsport
Die Afrika-Meisterschaften im Straßenradsport werden vom Afrikanischen Radsportverband CAC seit dem Jahr 2005 jährlich an wechselnden Orten ausgetragen. Sie bestehen aus den Disziplinen des Straßenradsports in den Kategorien Elite, U23 und Junioren. Seit 2015 finden die Meisterschaften im Frühjahr im Rahmen von fünf Tagen statt. Startberechtigt sind Vertreter aller Mitgliedsverbände des CAC.

## Geschichte
Bereits 2001 fand eine Veranstaltung in Südafrika statt, bei der ein Afrikameister im Straßenrennen und Zeitfahren der Männer gekürt wurde. Diese Austragung wird vom CAC als inoffiziell betrachtet, findet sich jedoch in manchen Quellen wieder.
Die erste offizielle Austragung fand 2005 in Ägypten statt und bestand aus Zeitfahren und Straßenrennen für Männer und Damen. Im Jahr 2009 wurde ein Mannschaftsfahren der Nationen hinzugefügt. 2012 und 2013 folgten die Rennen der Junioren und Juniorinnen in allen Disziplinen. Seit 2021 findet zudem ein Mixed-Mannschaftszeitfahren statt, im selben Format wie bei den  Straßenradsport-Weltmeisterschaften.
Nachdem die Meisterschaften bis 2013 gegen Jahresende stattgefunden hatten, wurden sie infolge einer Angleichung an den UCI-Kalender an den Jahresanfang gelegt; dadurch entfiel die Austragung 2014. In den beiden Folgejahren wurden zeitgleich Afrika-Meisterschaften im Bahnradsport abgehalten, bevor diese ab 2017 eigene Wege gingen. Die für 2020 in Kairo geplanten Wettbewerbe mussten wegen der Corona-Pandemie auf 2021 verschoben werden, die für 2022 in Burkina Faso geplante Austragung wegen eines Militärputsches nach Ägypten.
Die Zählweise der Afrikameisterschaften ist widersprüchlich. Wurde die Austragung 2019 noch als die 14. bezeichnet, wurde die übernächste Ausgabe 2022 als 18. tituliert.
Die Meisterschaften 2025 wurden an Brazzaville vergeben und sollen im August stattfinden. Nähere Details wurden seitdem noch nicht bekanntgegeben.

## Austragungsorte
- 2005:  Ägypten (6. – 9. Dezember)
- 2006:  Port Louis (10. – 12. November)
- 2007:  Yaoundé (9. – 11. November)
- 2008:  Casablanca (7. – 9. November)
- 2009:  Windhoek (4. – 8. November)
- 2010:  Kigali (10. – 14. November)
- 2011:  Asmara (9. – 13. November)
- 2012:  Ouagadougou (7. – 11. November)
- 2013:  Scharm El-Scheich (30. November – 5. Dezember)
- 2014: nicht ausgetragen
- 2015:  Wartburg (9. – 14. Februar)
- 2016:  Benslimane (21. – 26. Februar)
- 2017:  Luxor (13. – 19. Februar)
- 2018:  Kigali (14. – 18. Februar)
- 2019:  Bahir Dar (15. – 19. März)
- 2020: nicht ausgetragen (COVID-19-Pandemie)
- 2021:  Kairo (2. – 6. März)
- 2022:  Scharm El-Scheich (23. – 27. März)
- 2023:  Accra (8. – 13. Februar)
- 2024:  Eldoret (9. – 13. Oktober)

## Sieger

### Männer
| Jahr | Straßenrennen            | Einzelzeitfahren     | Mannschaftszeitfahren |
| ---- | ------------------------ | -------------------- | --------------------- |
| 2001 | Jacques Fullard          | Simon Kessler        | nicht ausgetragen     |
| 2005 | Rupert Rheeder           | Alex Pavlov          | nicht ausgetragen     |
| 2006 | Darren Lill              | Robert Hunter        | nicht ausgetragen     |
| 2007 | Nicholas White           | Nicholas White       | nicht ausgetragen     |
| 2008 | Dan Craven               | Jay Robert Thomson   | nicht ausgetragen     |
| 2009 | Ian McLeod               | Jay Robert Thomson   | Südafrika             |
| 2010 | Daniel Teklehaimanot     | Daniel Teklehaimanot | Eritrea               |
| 2011 | Natnael Berhane          | Daniel Teklehaimanot | Eritrea               |
| 2012 | Natnael Berhane          | Daniel Teklehaimanot | Eritrea               |
| 2013 | Issak Tesfom Okubamariam | Daniel Teklehaimanot | Eritrea               |
| 2014 | nicht ausgetragen        | nicht ausgetragen    | nicht ausgetragen     |
| 2015 | Louis Meintjes           | Tsgabu Grmay         | Eritrea               |
| 2016 | Issak Tesfom Okubamariam | Mouhssine Lahsaïn    | Eritrea               |
| 2017 | Willie Smit              | Meron Teshome        | Eritrea               |
| 2018 | Amanuel Ghebreigzabhier  | Mekseb Debesay       | Eritrea               |
| 2019 | Mekseb Debesay           | Stefan de Bod        | Eritrea               |
| 2020 | nicht ausgetragen        | nicht ausgetragen    | nicht ausgetragen     |
| 2021 | Ryan Gibbons             | Ryan Gibbons         | Südafrika             |
| 2022 | Henok Mulubrhan          | Gustav Basson        | Eritrea               |
| 2023 | Henok Mulubrhan          | Charles Kagimu       | Algerien              |
| 2024 | Henok Mulubrhan          | Charles Kagimu       | nicht ausgetragen     |

### Frauen
| Jahr | Straßenrennen          | Einzelzeitfahren      | Mannschaftszeitfahren |
| ---- | ---------------------- | --------------------- | --------------------- |
| 2005 | Anke Erlank            | Anke Erlank           | nicht ausgetragen     |
| 2006 | Yolandi Du Toit        | Aurélie Halbwachs     | nicht ausgetragen     |
| 2007 | Marissa Van Der Merwe  | Lynette Burger        | nicht ausgetragen     |
| 2008 | Cassandra Slingerland  | Cassandra Slingerland | nicht ausgetragen     |
| 2009 | Lynette Burger         | Cassandra Slingerland | nicht ausgetragen     |
| 2010 | Lylanie Lauwrens       | Lylanie Lauwrens      | nicht ausgetragen     |
| 2011 | Ashleigh Moolman       | Cherise Taylor        | nicht ausgetragen     |
| 2012 | Ashleigh Moolman       | Ashleigh Moolman      | nicht ausgetragen     |
| 2013 | Ashleigh Moolman       | Ashleigh Moolman      | Eritrea               |
| 2014 | nicht ausgetragen      | nicht ausgetragen     | nicht ausgetragen     |
| 2015 | Ashleigh Moolman       | Ashleigh Moolman      | Südafrika             |
| 2016 | Vera Adrian            | Vera Adrian           | Südafrika             |
| 2017 | Aurélie Halbwachs      | Aurélie Halbwachs     | Eritrea               |
| 2018 | Bisrat Ghebremeskel    | Mossana Debesay       | Eritrea               |
| 2019 | Mossana Debesay        | Selam Amha            | Äthiopien             |
| 2020 | nicht ausgetragen      | nicht ausgetragen     | nicht ausgetragen     |
| 2021 | Carla Oberholzer       | Carla Oberholzer      | Südafrika             |
| 2022 | Ebtisam Zayed          | Nesrine Houili        | Eritrea               |
| 2023 | Ese Ukpeseraye         | Aurélie Halbwachs     | Mauritius             |
| 2024 | Ashleigh Moolman-Pasio | Lucy Young            | nicht ausgetragen     |

### Mixed-Team-Staffel
| Jahr | Mannschaft |
| ---- | ---------- |
| 2021 | Südafrika  |
| 2022 | Mauritius  |
| 2023 | Mauritius  |
| 2024 | Ruanda     |

### Männer U23
Die Fahrer der U23-Kategorie nehmen am selben Rennen wie die Elite teil, es gibt jedoch eine spezielle Siegerehrung für die besten Drei der U23. Fahrer, die zugleich die Gesamtwertung gewonnen haben, sind in der untenstehenden Tabelle mit + gekennzeichnet. 2024 wurden die U23-Fahrer jedoch getrennt gewertet.
| Jahr | Straßenrennen             | Einzelzeitfahren            |                   |
| ---- | ------------------------- | --------------------------- | ----------------- |
| 2008 | Hichem Chaabane           | Jay Robert Thomson+         |                   |
| 2009 | Lotto Petrus              | Reinardt Janse van Rensburg |                   |
| 2010 | Daniel Teklehaimanot+     | Daniel Teklehaimanot+       |                   |
| 2011 | Natnael Berhane+          | Louis Meintjes              |                   |
| 2012 | Natnael Berhane+          | Tsgabu Grmay                |                   |
| 2013 | Issak Tesfom Okubamariam+ | Willie Smit                 |                   |
| 2014 | nicht ausgetragen         | nicht ausgetragen           | nicht ausgetragen |
| 2015 | Jayde Julius              | Merhawi Kudus               |                   |
| 2016 | Amanuel Ghebreigzabhier   | Valens Ndayisenga           |                   |
| 2017 | Meron Abraham             | Stefan de Bod               |                   |
| 2018 | Joseph Areruya            | Joseph Areruya              |                   |
| 2019 | Henok Mulubrhan           | Moïse Mogisha               |                   |
| 2020 | nicht ausgetragen         | nicht ausgetragen           | nicht ausgetragen |
| 2021 | Travis Barrett            | Hamza Mansouri              |                   |
| 2022 | Hamza Amari               | Byiza Renus Uhiriwe         |                   |
| 2023 | Byiza Renus Uhiriwe       | Kiya Rogora                 |                   |
| 2024 | Emile van Kiekerk         | Paul Lomuria                |                   |

### Frauen U23
Die Fahrerinnen der U23-Kategorie nehmen am selben Rennen wie die Elite teil. Seit 2018 gibt es eine spezielle Siegerehrung für die besten Drei der U23. Fahrerinnen, die zugleich die Gesamtwertung gewonnen haben, sind in der untenstehenden Tabelle mit + gekennzeichnet. 2024 wurden die U23-Fahrerinnen jedoch getrennt gewertet.
| Jahr | Straßenrennen              | Einzelzeitfahren           |                   |
| ---- | -------------------------- | -------------------------- | ----------------- |
| 2018 | Eyeru Tesfoam Gebru        | Selam Ahama Gerefiel       |                   |
| 2019 | Desiet Kidane              | Selam Ahama Gerefiel+      |                   |
| 2020 | nicht ausgetragen          | nicht ausgetragen          | nicht ausgetragen |
| 2021 | Frances Janse van Rensburg | Frances Janse van Rensburg |                   |
| 2022 | Nesrine Houili             | Nesrine Houili+            |                   |
| 2023 | Diane Ingabire             | Nesrine Houili             |                   |
| 2024 | Adiam Dawit                | Suzana Fiseha              |                   |

### Junioren
| Jahr | Straßenrennen             | Einzelzeitfahren          | Mannschaftszeitfahren |                   |
| ---- | ------------------------- | ------------------------- | --------------------- | ----------------- |
| 2012 | Abderrahmane Bechelagheme | Abderrahmane Bechelagheme | nicht ausgetragen     |                   |
| 2013 | Abderrahim Zahiri         | Ivan Venter               | Südafrika             |                   |
| 2014 | nicht ausgetragen         | nicht ausgetragen         | nicht ausgetragen     |                   |
| 2015 | El Mehdi Chokri           | Gregory de Vink           | Südafrika             |                   |
| 2016 | Hamza Mansouri            | Abdelraouf Bengayou       | Marokko               |                   |
| 2017 | Hamza Mansouri            | Hamza Mansouri            | Algerien              |                   |
| 2018 | Biniam Girmay             | Biniam Girmay             | Eritrea               |                   |
| 2019 | Byiza Renus Uhiriwe       | Welay Berhe               | Äthiopien             |                   |
| 2020 | nicht ausgetragen         | nicht ausgetragen         | nicht ausgetragen     | nicht ausgetragen |
| 2021 | Etienne Tuyizere          | Pedri Crause              | Algerien              |                   |
| 2022 | Yoel Habteab              | Aklilu Arefayne           | Eritrea               |                   |
| 2023 | Riad Bakhti               | Djaoued Nhari             | Algerien              |                   |
| 2024 | Keven Teklemariam         | Keven Teklemariam         | nicht ausgetragen     |                   |

### Juniorinnen
| Jahr | Straßenrennen     | Einzelzeitfahren            | Mannschaftszeitfahren |                   |
| ---- | ----------------- | --------------------------- | --------------------- | ----------------- |
| 2013 | Monique Gerber    | Heidi Dalton                | Südafrika             |                   |
| 2014 | nicht ausgetragen | nicht ausgetragen           | nicht ausgetragen     |                   |
| 2015 | Helen Mitchell    | Frances Du Toit             | Südafrika             |                   |
| 2016 | nicht ausgetragen | Donia Rashwan               | Südafrika             |                   |
| 2017 | Hailu Zayd Haftu  | Kasahun Tsadkan Gebremedhn  | Ägypten               |                   |
| 2018 | Desiet Kidane     | Desiet Kidane               | Ruanda                |                   |
| 2019 | Danait Tsegay     | Thrhas Teklehaimanot Tesfay | Äthiopien             |                   |
| 2020 | nicht ausgetragen | nicht ausgetragen           | nicht ausgetragen     | nicht ausgetragen |
| 2021 | Chante Olivier    | Chante Olivier              | Südafrika             |                   |
| 2022 | Caitlin Thompson  | Caitlin Thompson            | Eritrea               |                   |
| 2023 | Mechab Malek      | Siham Bousba                | Algerien              |                   |
| 2024 | Nardos Tsegay     | Betiel Efrem                | nicht ausgetragen     |                   |